# Zvi Zamir
Zvi Zamir (hebraisk: צבי זמיר) (født Zvicka Zarzevsky 3. marts 1925, død 2. januar 2024) var en generalmajor i det israelske forsvar og direktør for Mossad fra 1968 til 1974. Han var født i Polen, men immigrerede med sin familie til det daværende britiske mandatområde Palæstina da han var 7 måneder gammel. Som 18-årig indledte han sin militære karriere, først som soldat i Haganahs Palmach, en enhed som rummede fremtidige ledere som Moshe Dayan og Yitzhak Rabin. Under Israels uafhængighedskrig i 1948 kæmpede Zamir i det nyetablerede israelske forsvar. EFter krigen fortsatte han med at stige i graderne og blev til sidst udnævnt til chef for Sydkommandoen. Hans sidste post i forsvaret inden han gik blev direktør for Mossad var som militærattaché i London i 1966.
I sin tid i Mossad hjalp han med at gennemføre Operation Guds Vrede, det israelske svar på München massakren og håndterede optakten og efterspillet til Yom Kippur krigen i 1973. Efter at den tyske regering afviste at modtage et israelsk hold under gidselkrisen i München blev Zamir sendt af sted for at observere hvad der foregik. Han var på flyvestationen i Fürstenfeldbruck den nat hvor forsøget på at redde alle ni resterende israelske gidsler slog fejl. Zamir blev interviewet om hændelsen i 1999 da han talte med producenten af One Day in September, en dokumentarfilm om massakren. Her kritiserede han kraftigt den tyske redningsindsats for fuldstændig at have manglet koordination. Han var tidligere blevet interviewet om dette emne til en portrætudsendelse i NNC under deres dækning af Sommer-OL 1992, og han talte om massakren flere gange siden. Zamir boede i Zahala nord for Tel Aviv.
Zamir blev spillet af Ami Weinberg i Steven Spielbergs film Munich fra 2005.